# Sanpoil River
Der Sanpoil River (auch San Poil geschrieben) ist ein Nebenfluss des Columbia River im US-Bundesstaat Washington.

## Name
Der Name Sanpoil ist von dem Okanagan-Begriff [snpʕʷílx] abgeleitet, was „Leute aus dem grauen Land“ bedeutet, oder „grau, soweit man sehen kann“.

## Verlauf

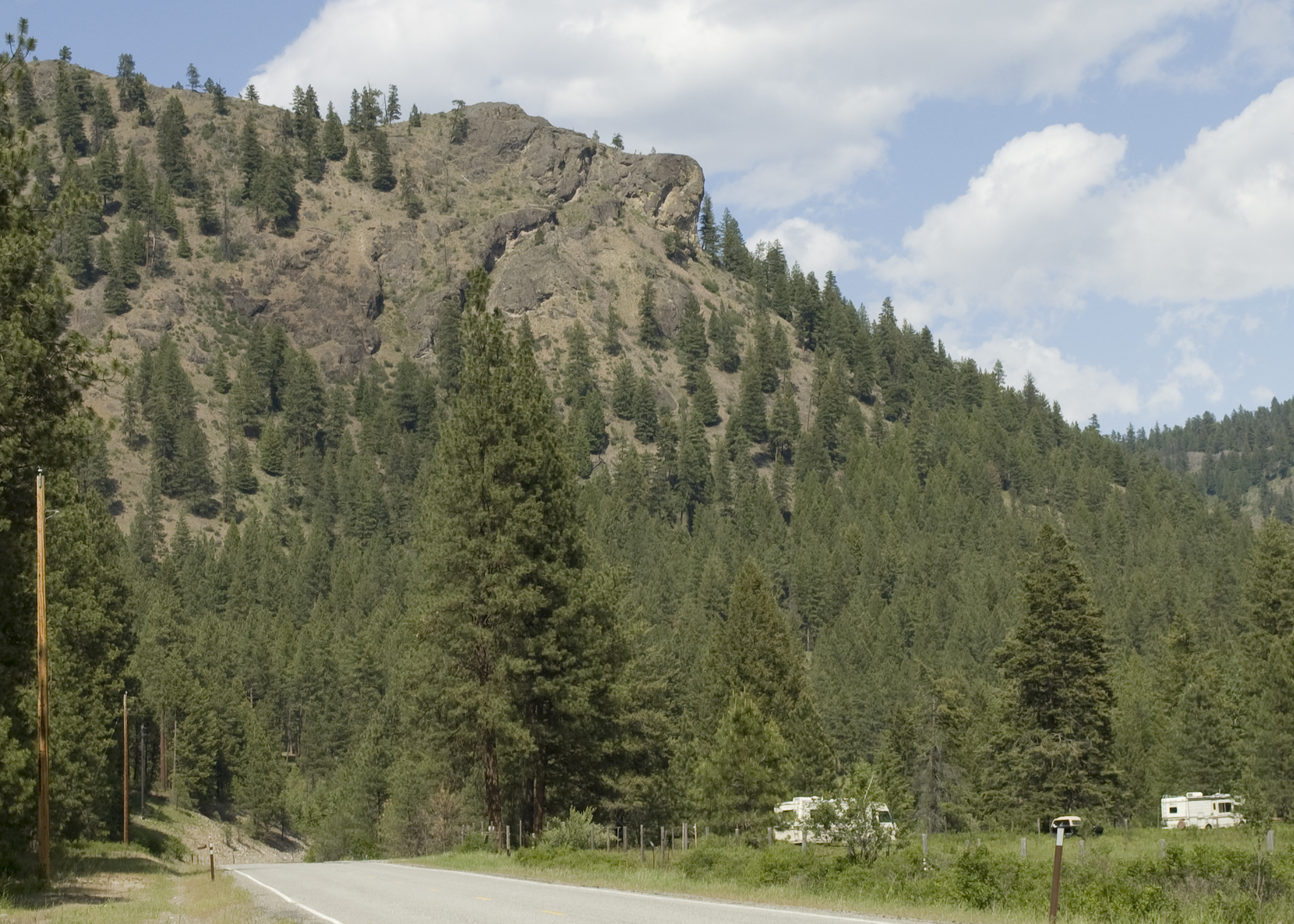
Ein Hügel südlich von Republic (Washington) im Sanpoil River Valley an der Washington State Route 21

Der Sanpoil River entspringt nahe der Stadt Republic im Okanagan Highland, östlich des Okanogan River. Er fließt südwärts durch den Colville National Forest, den Okanogan National Forest und die Colville Indian Reservation. Nach Eintritt in die Reservation nimmt der Fluss seinen Hauptzufluss, den West Fork Sanpoil River, auf. Danach fließen weitere kleine Gewässer zu wie der Twentyone Mile Creek, der Twentythree Mile Creek und der Thirty Mile Creek.
Der Sanpoil River mündet in den Franklin D. Roosevelt Lake (FDR Lake), den aufgestauten Columbia River oberhalb des Grand Coulee Dam. Der Damm staut auch die letzten Meilen des Sanpoil River. Dieser Teil des FDR Lake wird Sanpoil Arm genannt. Wie viele Zuflüsse des Columbia River, war der Sanpoil River ein wichtiger Wanderweg für Lachse, bevor der Fluss gestaut wurde.
Eine relativ kleine Zahl von adfluvialen wilden Regenbogenforellen und der Gefangenschaft entkommene Rotlachse wandern zwischen dem Sanpoil River und dem Lake Roosevelt. Schwarzbarsch und Glasaugenbarsch, zwei nicht-indigene Raubfische, die sich während der Wander-Saison der Jungfische am Übergang von Fluss und See aufhalten, werden verdächtigt, große Mengen dieser Arten zu fressen. Um den Prozentsatz der gefressenen Jungfische zu bestimmen, benutzten Stroud et al. (2010, 2011) bioenergetische Modelle, die mit den geschätzten Populationen verknüpft waren. Sie schätzten, dass die Räuber 105 (95-%-Konfidenzintervall zwischen 86 und 162) Prozent der halbjährigen Rotlachse, 39 (33–68) Prozent der anderthalbjährigen Rotlachse, 74 (60–118) Prozent der einjährigen Regenbogenforellen und 53 (44–92) Prozent der zwei- und dreijährigen Regenbogenforellen innerhalb von 113 Tagen fressen.

## Lebensräume
- Bergflüsse
- Mischwälder
- Feuchtgebiete
- Süßwasser-Marschen

## Vögel
- Eistaucher
- Spatelente
- Steinadler und Weißkopfseeadler
- Kalifornienzwergkauz
- Schwarzkinnkolibri, Sternelfe und Rotrücken-Zimtelfe
- Blutgesichtspecht und Helmspecht
- Rotnacken-Saftlecker
- Tannenschnäppertyrann, Buschland-Schnäppertyrann und Ufertyrann
- Cassinvireo
- Zwergkleiber
- Blaukehl-Hüttensänger
- Uferwaldsänger